# Al-Hitmi
Al-Hitmi (arab. الهتمي, Al-Hitmī) – osada położona we wschodniej części Kataru, w prowincji Ad-Dauha.